# Идоли
Идоли (укр. Ідоли) — колишній new-wave гурт з Белграда. Їх прийнято вважати одним із найуспішніших та найвпливовіших гуртів у югославському рок-русі. Їхній альбом «Odbrana i poslednji dani» (Оборона і останні дні) 1982 року вважається критиками найкращим записом, який коли-небудь робила югославська рок-група.

## Альбоми
- VIS Idoli (1981)
- Odbrana i poslednji dani (1982)
- Čokolada (1983)
- Šest dana juna (1985)